# Антонець Микита Степанович
Микита Степанович Антонець (1915–1965) — гвардії лейтенант, Герой Радянського Союзу (1943).

## Біографія
Народився в 1915 р. у с. Животівка Оратівського району. Українець.
Закінчив 9 класів середньої школи, працював у колгоспі. Був головою сільради в с. Ступки.
У 1936—1939 р. Служив у Радянській Армії. Учасник німецько-радянської війни з липня 1941 р.
За зразкове виконання бойових завдань командування на фронті боротьби з німецько-фашистськими загарбниками і виявлені при цьому відвагу і геройство Указом Президії Верховної Ради СРСР від 18 травня 1943 р. командирові взводу 12-го гвардійського полку 3-ї гвардійської кавалерійської дивізії гвардії лейтенантові Антонцю Микиті Степановичу присвоєно звання Героя Радянського Союзу. Нагороджений орденом Леніна, медалями.
Після демобілізації з 1945 р. жив і працював у с. Животівка. Помер у 1965 р. Похований у рідному селі.

## Галерея

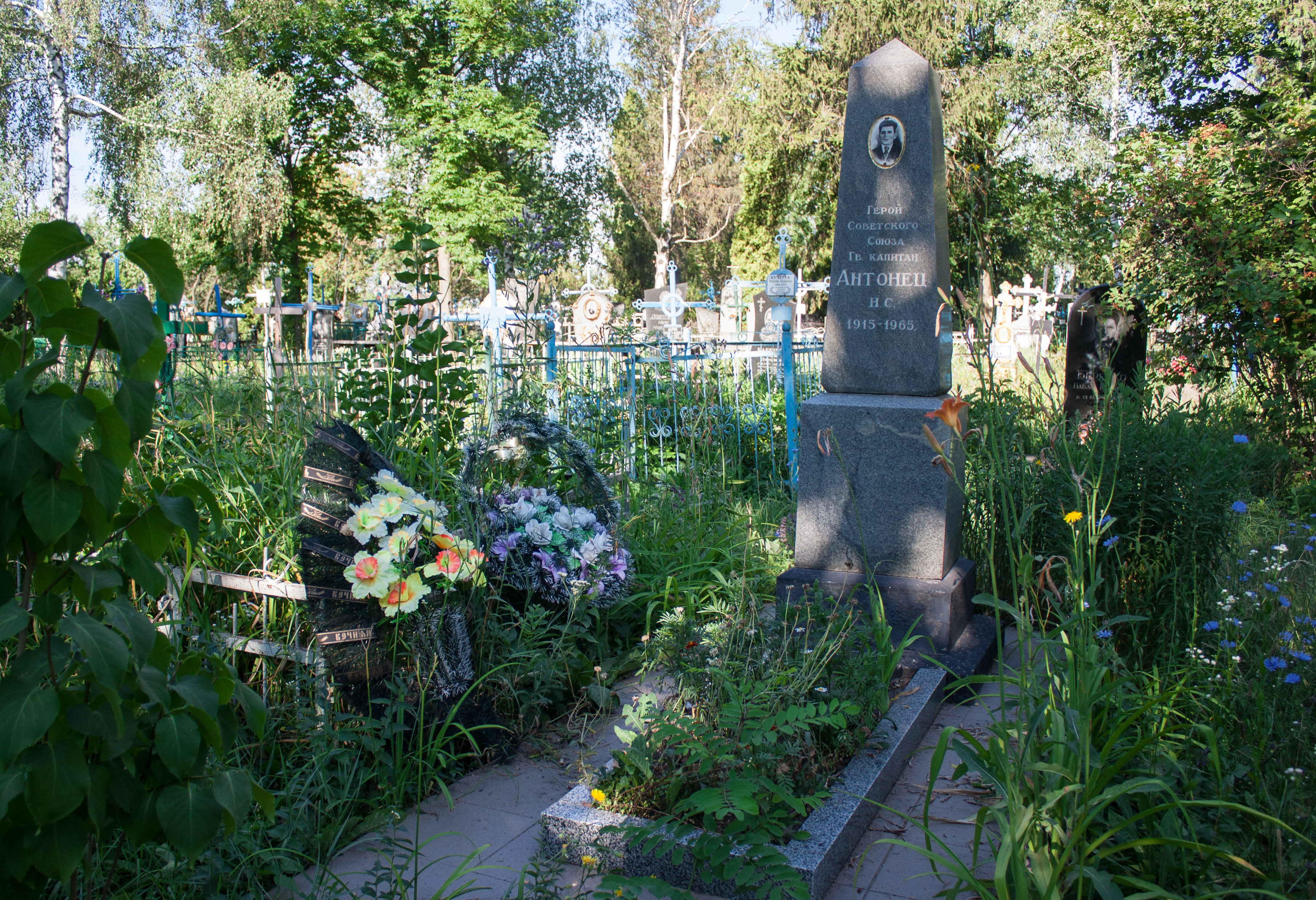
Могила  М. Антонця
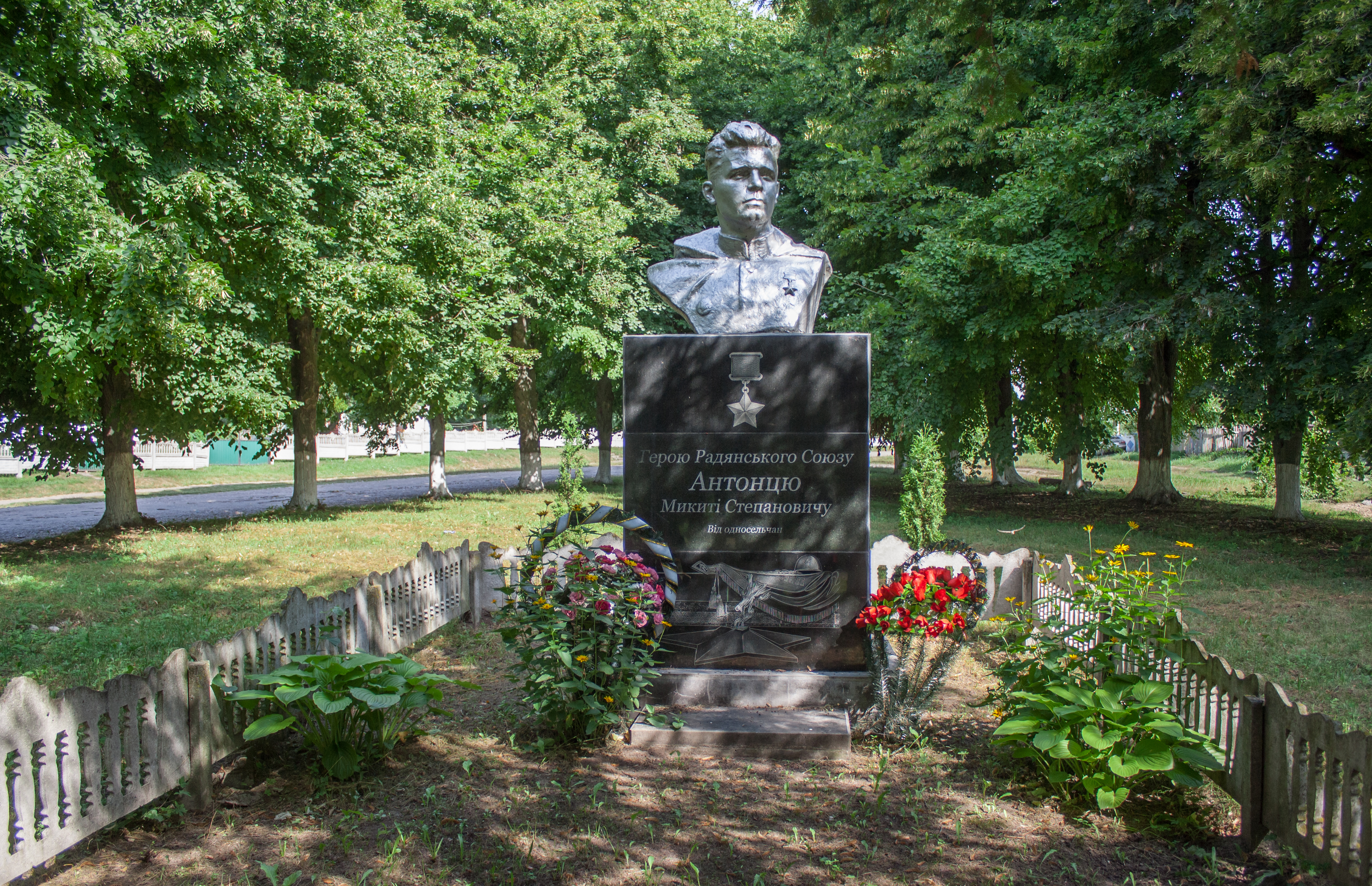
Пам'ятник М. Антонцю